# Harpactea mithridatis
Harpactea mithridatis är en spindelart som beskrevs av Brignoli 1979. Harpactea mithridatis ingår i släktet Harpactea och familjen ringögonspindlar. Inga underarter finns listade i Catalogue of Life.